# Deeply
Deeply è un film del 2000 scritto e diretto da Sheri Elwood.